# Institut Universitari Europeu
L'Institut Universitari Europeu, abreujat IUE (en anglès: (EUI) European University Institute), és un centre acadèmic, d'investigació i documentació especialitzat en estudis de doctorat i postgrau, l'objectiu principal del qual consisteix a fer recerca en l'àmbit de les ciències socials i les humanitats des d'una perspectiva europea.
La institució va ser creada el 1972 pels països fundadors de les Comunitats Europees, i va entrar en funcionament a partir de 1976, englobant actualment vint-i-quatre dels vint-i-vuit països membres de la Unió Europea. La seu del centre es troba a San Domenico de Fiesole, Florència, (Itàlia).
L'Institut és també seu del Centre Robert Schuman d'estudis avançats, del Programa Max Weber, de l'Acadèmia de Dret Europeu i de l'arxiu històric de la Unió Europea.